# خردطوفان

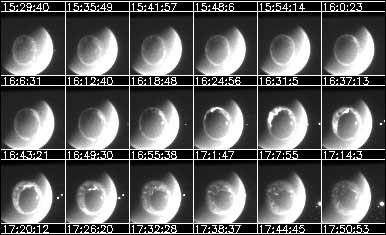
مجموعه‌ای از تصاویر تهیه‌شده توسط تصویربردار فرابنفش ماهواره پولار که شفق قطبی و جو بالایی زمین را نشان می‌دهد. سمت درخشان، جوی است که توسط انرژی نوری خورشید روشن شده و بیضی نوری شفق قطبی است. طی یک خردطوفان، بیضی شفق در یک ناحیه محلی روشن‌تر شده و سپس به‌طور ناگهانی به اشکال مختلفی تقسیم می‌شود که به سمت قطب و استوا گسترش می‌یابد. این دقیقاً همان چیزی است که شون‌ایچی آکاسوفو در تصویرسازی شفق خردطوفانی (۱۹۶۴) ترسیم کرد.

خُردطوفان (انگلیسی: Substorm)، که گاهی خردطوفان مغناطیس‌سپهری یا خردطوفان شفقی نیز نامیده می‌شود، اختلال کوتاهی در مغناطیس‌سپهر است که باعث آزاد شدن انرژی از مغناطیس‌سپهر و تزریق آن به یون‌سپهر در عرض‌های جغرافیایی بالا می‌شود. از نظر بصری، خردطوفان به‌صورت روشن‌تر شدن ناگهانی و افزایش حرکت شفق قطبی دیده می‌شود. اولین بار کریستین بیرکلاند این پدیده را به‌صورت کیفی توصیف کرد و آن را طوفان‌های قطبی اولیه نامید. سیدنی چپمن حدود سال ۱۹۶۰ اصطلاح خردطوفان را معرفی کرد که اکنون به‌عنوان اصطلاح استاندارد شناخته می‌شود. شکل‌شناسی شفق قطبی طی خردطوفان اولین بار توسط شون‌ایچی آکاسوفو در سال ۱۹۶۴ توصیف شد.
خردطوفان‌ها با طوفان ژئومغناطیسی تفاوت دارند. طوفان‌های ژئومغناطیسی معمولاً چند روز طول می‌کشند و ذرات باردار زیادی را به کمربند وان آلن تزریق می‌کنند، در حالی که خردطوفان‌ها در عرض چند ساعت رخ داده، عمدتاً در مناطق قطبی زمین دیده می‌شوند و ذرات کمتری را به کمربند تابشی تزریق می‌کنند. در یک خردطوفان، جریان‌های مغناطیسی از دم مغناطیسی منحرف شده و از طریق گوه جریان خردطوفانی وارد یون‌سپهر شده و به سمت غرب جریان می‌یابند. خردطوفان‌ها می‌توانند میدان مغناطیسی را در شفق قطبی تا ۱۰۰۰ تسلا مختل کنند و باعث افزایش شدت و گستردگی شفق قطبی شوند. در سال ۲۰۱۲، مأموریت ماهواره‌ای THEMIS دینامیک خردطوفان‌ها را رصد کرد و وجود طناب‌های مغناطیسی غول‌پیکر و انفجارهای کوچک در حاشیه مغناطیس‌سپهر زمین را تأیید کرد.